# Jürgen Thorwald
Jürgen Thorwald (pseudônimo de Heinz Bongartz; Solingen, 28 de outubro de 1915 — Lugano, 4 de abril de 2006) foi um escritor alemão.
Sua obra mais conhecida/famosa de não-ficção é (provavelmente) O século dos cirurgiões, publicada pela primeira vez na língua alemã em 1956. Por causa de uma outra obra, intitulada a demissão/exoneração/destituição (die Entlassung), uma biografia controversa do cirurgião alemão Ferdinand Sauerbruch, no qual ele disse que Sauerbruch continuou praticando cirurgia apesar de sofrer (de) uma esclerose cerebral, Thorwald foi acusado pelos herdeiros de Sauerbruch, mas ganhou/venceu o processo iniciado contra ele.
Em 1966, Thorwald ganhou o prêmio Edgar Allan Poe por suas obras de ficção.